# Aleyrodes ciliata
Aleyrodes ciliata là một loài côn trùng cánh nửa trong họ Aleyrodidae, phân họ Aleyrodinae.
Aleyrodes ciliata được Takahashi miêu tả khoa học đầu tiên năm 1955.